# Heksafluoroplatynian ksenonu
Heksafluoroplatynian ksenonu, XePtF
6 – nieorganiczny związek chemiczny, pierwszy poznany związek ksenonu. Został otrzymany przez Neila Bartletta. Pomimo że w rzeczywistości otrzymany produkt nie był czystym związkiem chemicznym, to otworzył nowy rozdział chemii gazów szlachetnych, gdyż uważano wówczas, że są one całkowicie bierne chemicznie.

## Otrzymywanie
Sześciofluoroplatynian ksenonu powstaje w reakcji ksenonu z heksafluorku platyny w roztworze heksafluorku siarki. Reagenty mieszane są w temperaturze 77 K, a następnie stopniowo podgrzewane w celu przeprowadzenia kontrolowanej reakcji, której uproszczony zapis przedstawiony jest poniżej.
Xe + PtF
6 → XePtF
6

## Historia
W 1962 roku Neil Bartlett z Uniwersytetu Kolumbii Brytyjskiej odkrył, że gazowy heksafluorek platyny wymieszany z tlenem tworzy czerwone ciało stałe, któremu przypisał budowę heksafluoroplatynianu dioksygenylu O+
2[PtF
6]−
. Uświadomił sobie wówczas, że energia jonizacji tlenu (1175 kJ/mol) jest bardzo zbliżona do energii jonizacji ksenonu (1170 kJ/mol). Poprosił wtedy kolegów, aby mu dali trochę ksenonu „tak dla wypróbowania kilku reakcji”. Okazało się, że rzeczywiście PtF
6 reaguje z ksenonem tworząc produkt o musztardowej barwie. Wprawdzie później okazało się, że produkt ten nie był czystym związkiem chemicznym, jednak reakcja ta dała początek chemii gazów szlachetnych. Od tego czasu zsyntetyzowano wiele dobrze zdefiniowanych związków ksenonu: fluorki XeF
2, XeF
4, XeF
6, tlenki XeO
3, XeO
4 oraz wiele innych.

## Struktura
Bartlett przypisał otrzymanemu przez siebie związkowi sktrukturę Xe+
[PtF
6]−
. Podstawowy problem z taką strukturą jest taki, że kation Xe+
 byłby rodnikiem, który albo ulegałby dimeryzacji, albo przechwytywałby atom fluoru tworząc XeF+
. Wobec tego, jakkolwiek Barlett odkrył, że ksenon uległ reakcji chemicznej, to czystość i natura otrzymanego produktu pozostawała niepewna. Późniejsze prace wskazały, że otrzymywany produkt prawdopodobnie zawierał [XeF+
][PtF
5]−
, [XeF+
][Pt
2F
11]−
 oraz [Xe
2F
3]+
[PtF
6]−
. Omawiany związek jest solą zawierającą oktaedryczny anionowy kompleks fluorkowy platyny i różnorodne kationy ksenonu.
Zaproponowano, że aniony fluoroplatynianowe tworzą ujemnie naładowaną polimeryczną sieć z kationami ksenonu lub fluorku ksenonu utrzymywanymi w jej defektach punktowych. Synteza XePtF
6 w roztworze ciekłego fluorowodoru prowadzi do ciała stałego, które zostało scharakteryzowane jako polimeryczną sieć [PtF−
5]
n związaną z kationami XeF+
. Ten rezultat jest uważany za dowód na polimeryczną strukturę haksafluoroplatynianu ksenonu.